# ENKD1
ENKD1 (англ. Enkurin domain containing 1) — білок, який кодується однойменним геном, розташованим у людей на короткому плечі 16-ї хромосоми. Довжина поліпептидного ланцюга білка становить 346 амінокислот, а молекулярна маса — 38 759.
| 10         |  | 20         |  | 30         |  | 40         |  | 50         |
| ---------- |  | ---------- |  | ---------- |  | ---------- |  | ---------- |
| MCEGPSRISG |  | PIPPDPTLCP |  | DNYRRPTSAQ |  | GRLEGNALKL |  | DLLTSDRALD |
| TTAPRGPCIG |  | PGAGEILERG |  | QRGVGDVLLQ |  | LEGISLGPGA |  | SLKRKDPKDH |
| EKENLRRIRE |  | IQKRFREQER |  | SREQGQPRPL |  | KALWRSPKYD |  | KVESRVKAQL |
| QEPGPASGTE |  | SAHFLRAHSR |  | CGPGLPPPHV |  | SSPQPTPPGP |  | EAKEPGLGVD |
| FIRHNARAAK |  | RAPRRHSCSL |  | QVLAQVLEQQ |  | RQAQEHYNAT |  | QKGHVPHYLL |
| ERRDLWRREA |  | EARKQSQPDP |  | AMPPGHTRMP |  | ENQRLETLTK |  | LLQSQSQLLR |
| ELVLLPAGAD |  | SLRAQSHRAE |  | LDRKLVQVEE |  | AIKIFSRPKV |  | FVKMDD     |

A: Аланін

C: Цистеїн

D: Аспарагінова кислота

E: Глутамінова кислота

F: Фенілаланін

G: Гліцин

H: Гістидин

I: Ізолейцин

K: Лізин

L: Лейцин

M: Метіонін

N: Аспарагін

P: Пролін

Q: Глутамін

R: Аргінін

S: Серин

T: Треонін

V: Валін

W: Триптофан

Кодований геном білок за функцією належить до фосфопротеїнів. 
Задіяний у такому біологічному процесі, як альтернативний сплайсинг. 